# Franz Marijnen
Franz Marijnen (Mechelen, 4 april 1943 – Bonheiden, 3 augustus 2022) was een Belgisch toneelregisseur. In het begin van zijn carrière maakte hij het werk van de Poolse theaterhervormer Jerzy Grotowski bekend in Nederland en België. Daarna week hij uit naar de Verenigde Staten, waar hij het experimentele gezelschap Camera Obscura stichtte. Vanaf de tweede helft van de jaren 1970 was hij weer in Europa werkzaam. Het hoogtepunt van zijn carrière was gesitueerd in de laatste decennia van de twintigste eeuw, toen hij artistiek leider was van meerdere grote stadstheaters in Nederland en België, waaronder het Ro Theater (Rotterdam) en de Koninklijke Vlaamse Schouwburg (Brussel).

## Biografie
Marijnen studeerde regie aan het RITCS (Hoger Rijks Instituut voor Toneel en Cultuurspreiding) in Brussel. Tijdens zijn studie begon hij al te regisseren voor het Mechels Miniatuur Teater. In 1966 maakte hij daar de voorstelling Het verhaal van de Dierentuin van Edward Albee, dat positieve recensies kreeg.
In 1966 ontmoette Marijnen tijdens een workshop in Brussel de Poolse theatervernieuwer Jerzy Grotowski. In 1967 trok Marijnen naar Polen om stage te lopen bij Grotowski’s Theaterlaboratorium. Hij raakte geïnspireerd door diens visie op theater, waarin de acteur en zijn fysieke aanwezigheid op het toneel centraal stond. Marijnen publiceerde een uitgebreid verslag over de workshop in het toneeltijdschrift Windroos, dat later hernomen werd in Grotowski's boek Naar een arm theater (1968).
Toen Marijnen in 1969 terugkeerde naar België, probeerde hij de methodiek van Grotowski via workshops bij verschillende Vlaamse en Nederlandse gezelschappen toe te passen. Klassiek geschoolde acteurs stonden er echter niet voor open. Een experiment met spelers van de Nederlandse Comedie in Amsterdam leidde tot een fiasco.
In 1971 trok Franz Marijnen naar de Verenigde Staten, op zoek naar een andere omgeving om zijn ervaringen met het Theaterlaboratorium wél succesvol te kunnen verwerken. Zijn verblijf in de VS zorgde voor meerdere lesopdrachten en in 1973 richtte hij zijn eigen theatergezelschap op, Camera Obscura.
Terug in Europa werd hij de eerste directeur (van 1977 tot 1983) van het Rotterdamse Ro Theater. In het Ro Theater en later als freelance regisseur bij onder andere het NNT en NTGent maakte hij grootschalige producties als Wasteland (Rotterdam, 1980) en Bataille Bataille (Groningen, 1992). De methodiek van Grotowski bleef als uitgangspunt dienen. Daarmee was Franz Marijnen ook een van de weinigen die erin slaagden producties voor de grote zaal te maken met een duidelijk experimenteel stempel. 
In 1986 maakte Marijnen een uitstap naar het genre opera, toen hij Ithaka van Otto Ketting regisseerde bij de opening van Het Muziektheater in Amsterdam. Door diverse oorzaken werd deze productie niet wat ervan werd verwacht.  
In 1993 werd Marijnen intendant van de Koninklijke Vlaamse Schouwburg in Brussel. Hij maakte er producties van klassieke repertoirestukken zoals Koning Lear (1987) en Oedipus/In Kolonos (1994). Ook trok hij publiek aan uit Franstalig Brussel. Hij spande zich in om de Arabische cultuur een plek te geven in de KVS. Na zeven jaar directeurschap nam hij in 2000 ontslag, mede door de financiële problemen van het gezelschap.
Hij verbond zich daarna aan het Nationaal Toneel in Den Haag. Marijnen nam er een nieuwe start, met producties als Glenn Gould (2008) en Pier Paolo Pasolini - P.P.P. (2010).
Sinds 2012 regisseerde hij weer in Mechelen bij 't Arsenaal, het voormalig Mechels Miniatuur Teater. Daar maakte hij begin 2014 Scarlatti, een project met een internationale cast.
Franz Marijnen stierf vredig in het bijzijn van zijn kinderen in familiale sfeer te Bonheiden en werd 79 jaar.

## Theaterwerk (selectie)
1966Het verhaal van de Dierentuin (Zoo-Story, Edward Albee). Mechels Miniatuur Teater.
1968Gered (Edward Bond). Mechels Miniatuur Teater.
1970Leer om Leer / Maat voor Maat (William Shakespeare). De Nederlandse Comedie.
1973Oracles (Andy Wolk, naar Oedipus van Sophocles). Camera Obscura.
Yerma (Federico García Lorca). Nederlands Toneel Gent
1975Grimm! (Groepsproject, naar leven en werk van de gebroeders Grimm). Schauspielhaus Hamburg.
1980Wasteland (Simon Rozendaal Ensemble). Ro Theater in samenwerking met Werkcentrum Dans.
De Meiden (Jean Genet). Ro Theater.
1983Aida (Giuseppe Verdi). Koninklijk Ballet van Vlaanderen, Antwerps Orkest en Opera voor Vlaanderen.
1984Jules Verne (Rob Scholten, Franz Marijnen). Ro Theater, Stichting Noordelijk Theater de Voorziening.
De Koning Sterft (Eugène Ionesco). Nederlands Toneel Gent
1985Ik Jan Cremer (Lennaert Nijgh, naar Jan Cremer). Ro Theater.
1986Ithaka (Otto Ketting). De Nederlandse Opera.
1987Doktor Faust. Libretto: Ferrucio Busoni. De Nederlandse Operastichting.
Koning Lear (William Shakespeare). Nederlands Toneel Gent.
1988Woyzeck (Georg Büchner). Het Nationale Toneel.
1989Orgie (Pier Paolo Pasolini). Het Zuidelijk Toneel.
1991Eindspel (Samuel Beckett). Koninklijke Vlaamse Schouwburg.
1992Wachten op Godot (Samuel Beckett). Het Nationale Toneel.
Bataille/bataille (Georges Bataille). Noord Nederlands Toneel.
1993Koning Lear (William Shakespeare). Koninklijke Vlaamse Schouwburg.
1994Oedipus (Hugo Claus, naar Seneca). Koninklijke Vlaamse Schouwburg.
In Kolonos (Hugo Claus, naar Sophocles). Koninklijke Vlaamse Schouwburg.
1996Oresteia (Aeschylus). Koninklijke Vlaamse Schouwburg.
2000Winter (Jon Fosse). 't Arsenaal.
2008Red Rubber Balls (Peter Verhelst). Het Nationale Toneel.
Glenn Gould (Franz Marijnen). Het Nationale Toneel.
2010
Pier Paolo Pasolini - P.P.P. (Franz Marijnen). Het Nationale Toneel.
2011De Driestuiver Opera (Bertolt Brecht). Muziek van Kurt Weill. Het Nationale Toneel.
2014Scarlatti (Franz Marijnen). 't Arsenaal.